# Abraham Léon
Pour les articles homonymes, voir Léon.
Abraham Léon, né Abram Wajnsztok en 1918 à Varsovie et mort en 1944 à Auschwitz, où il a été déporté par les nazis, est un intellectuel et militant trotskiste.

## Biographie
Après un séjour d'un an en Palestine, les parents d'Abraham Leon rentrent en Pologne puis émigrent vers la Belgique en 1926. D'abord militant de l'organisation sioniste de gauche Hachomer Hatzaïr, il en devient le dirigeant de la branche belge. Il rompt avec celle-ci en raison de son soutien aux procès de Moscou et rejoint le mouvement trotskiste au début de la Seconde Guerre mondiale.
Avec Ernest Mandel, Abraham Leon est l'un des principaux cadres qui reconstruisent alors la section belge de la Quatrième Internationale, décapitée par l'arrestation de son principal dirigeant Léon Lesoil. Il est ensuite l'un des principaux protagonistes de la remise en place du Secrétariat européen trotskiste, notamment avec Marcel Hic en France. Abraham Leon est notamment le rédacteur des thèses intitulées Les tâches de la IVe Internationale en Europe.
En juin 1944, Leon est arrêté par la Feldgendarmerie à Charleroi où il venait de déménager pour se rapprocher des travailleurs de la mine. Déporté à Auschwitz, épuisé par le travail forcé, malade, il n'en reviendra pas.

## Une conception matérialiste de la question juive
Au cours de la Seconde guerre mondiale, il écrit La conception matérialiste de la question juive, qui analyse le peuple juif comme peuple-classe, exploité et persécuté notamment en raison de l'interdit opposé par les chrétiens au prêt à intérêt jusqu'au Concile de Trente, en 1545. Dans son ouvrage, écrit avant 1943, Abraham Léon compare le sionisme aux nationalismes européens, tout en montrant qu'il constitue la « dernière phase du capitalisme commençant à pourrir ».
« Le sionisme est donc un mouvement très jeune; c'est le plus jeune des mouvements nationaux européens. Cela ne l'empêche pas de prétendre, bien plus que tous les autres nationalismes, qu'il tire sa substance d'un passé extrêmement lointain. Tandis que le sionisme est en fait le produit de la dernière phase du capitalisme, du capitalisme commençant à pourrir, il prétend tirer son origine d'un passé plus que bimillénaire. Alors que le sionisme est essentiellement une réaction contre la situation créée au judaïsme par la combinaison de la destruction du féodalisme et de la décadence du capitalisme, il affirme qu'il constitue une réaction contre l'état de choses existant depuis la chute de Jérusalem en l'an 70 de l'ère chrétienne. Sa naissance récente est naturellement la meilleure réplique à ces prétentions. En effet, comment croire que le remède, à un mal existant depuis deux mille ans, ait seulement pu être trouvé à la fin du XIXe siècle ? Mais comme tous les nationalismes, et bien plus intensément encore, le sionisme considère le passé historique à la lumière du présent. C'est ainsi d'ailleurs qu'il déforme l'image du présent. Tout comme on présente aux enfants français la France comme existant depuis la Gaule de Vercingétorix ; tout comme on présente aux enfants de Provence les victoires que les rois de l'Île-de-France ont remportées contre leurs ancêtres, comme leurs propres succès, ainsi le sionisme essaie de créer le mythe d'un judaïsme éternel, éternellement en butte aux mêmes persécutions. »
Il considère donc le sionisme comme le résultat de l'évolution contemporaine du capitalisme, et un mouvement d'inspiration bourgeoise. Ses analyses sont souvent citées par des antisionistes de la gauche radicale. La conception matérialiste de la question juive a ensuite été rééditée à plusieurs reprises sous le titre Conception matérialiste de la question juive.
L'académicien Walter Laqueur l'accuse d'avoir fait revivre les idées antisémites dans la gauche et ainsi d'être l'une des sources du Nouvel antisémitisme.